# Banque de Suède
La Banque de Suède (en suédois : Sveriges riksbank) est la banque centrale du royaume de Suède. Elle est actuellement[Quand ?] sous le contrôle du Riksdag, le parlement suédois. L'objectif principal de la Banque de Suède est de maintenir la stabilité des prix afin que l'inflation soit faible et stable, l'objectif étant fixé à 2 %.

## Histoire
Fondée en 1668, pour succéder à la Banque de Stockholm qui fit faillite, la Banque de Suède (Riksbank) est la plus ancienne banque centrale du monde et la première en Occident à émettre de véritables billets de banque. 
Sauvée de la faillite en 1747 par Claes Grill, elle détient le statut de banque centrale à partir de 1897, puis à partir de 1904, elle obtient le droit exclusif d'émettre les billets et les pièces de monnaie de Suède. La monnaie suédoise est convertible contre de l'or jusqu'en 1931 et ce allant à l'encontre de la constitution jusqu'à ce que celle-ci soit modifiée en 1975.
En 1968, à l'occasion de son tricentenaire, elle a créé le prix de la Banque de Suède en sciences économiques en mémoire d'Alfred Nobel, dit « prix Nobel » d'économie.
Depuis 1976, le siège de la Banque de Suède est situé dans l'immeuble dit Riksbankshuset dans le centre de Stockholm.

## Personnel

### Premiers adjoints
- Karl Langenskiöld, 1901 – 1912
- Victor Moll, 1912 – 1929
- Ivar Rooth, 1929 – 1929

### Gouverneurs
- Ivar Rooth, 1929 – 1948
- Klas Böök, 1948 – 1951
- Mats Lemne, 1951 – 1955
- Per Åsbrink, 1955 – 1973
- Krister Wickman, 1973 – 1976
- Carl Henrik Nordlander, 1976 – 1979
- Lars Wohlin, 1979 – 1982
- Bengt Dennis, 1982 – 1993
- Urban Bäckström, 1993 – 31 décembre 2002
- Lars Heikensten, 1er janvier 2003 – 31 décembre 2005
- Stefan Ingves, 1er janvier 2006 – 31 décembre 2022
- Erik Thedéen, 1er janvier 2023